# 亚历山大·卡日丹
亚历山大·彼得罗维奇·卡日丹（俄语：Алекса́ндр Петро́вич Кажда́н，1922年9月3日—1997年5月29日）是一位苏裔美国拜占庭学家。

## 生平

### 苏联
卡日丹出生于苏联的莫斯科，曾在烏法教育学院与莫斯科国立大学接受教育。二战后苏联发出了恢复俄语拜占庭学研究的倡议，促使卡日丹开始撰写有关拜占庭帝国土地历史的论文。尽管他在这一领域声名鹊起，但因斯大林时期的反犹太倾向，他只能担任州级教职（1947-1949年在伊万诺沃，1949-1952年则在图拉）。1953年斯大林去世后，其境况得以改善，受雇于大卢基的一所大学。1956年他获得了俄羅斯科學院历史研究所的一个职位，并一直在此待到了1978年，直到离开苏联。
此时期卡日丹是一位多产的学者，共出版有超过500部书籍、文章及评论，提高了苏联在拜占庭研究方面的国际威望。卡日丹还在亚美尼亚研究上贡献良多，尤其是对拜占庭帝国中期居于精英统治阶层的亚美尼亚人的研究。

### 美国
1975年，卡日丹的儿子，数学家大衛·卡日丹移民美国，并接受了哈佛大学的职位，这对卡日丹在苏联的境况即刻产生了影响。妻子Musja被莫斯科出版社解雇，著作被审查的情况也有所增加。1978年，两人获得了以色列移民签证，离开苏联。1979年2月，他到达了位于美国華盛頓的拜占庭研究中心——敦巴頓橡樹園，他在此担任高级研究助理，直至去世。
1991年，卡日丹主编了《牛津拜占庭辞典》，这是该领域中出版的第一部参考书籍，其中约20%的内容，大约有1000个词条由他主笔。
1997年5月29日，卡日丹因心脏病发作于美国华盛顿去世。

## 延伸阅读
- Cutler, Anthony. . Dumbarton Oaks Papers. 1992, 46: 1–4. ISSN 0070-7546.
- Franklin, Simon. . Dumbarton Oaks Papers. 1992, 46: 5–26. ISSN 0070-7546.